# 하시다촌
하시다촌(橋田村)은 니가타현 나카칸바라군에 설치되었던 촌이다. 1954년 11월 3일 하시다촌 및 고센정, 스모토촌, 가와히가시촌 등 4개 정·촌이 합병하여 고센시가 신설되고 폐지되었다.